# Julija Nescjarenka
Julija Nescjarenka (rojena kot Julija Barcevič, belorusko Юлія Несцярэнка), beloruska atletinja * 15. junij 1979, Brest, Sovjetska zveza. Po poroki z Dmitrijem Nesterenko začne uporabljati ime svojega moža in je znana kot Julija Nesterenko. 
Na evropskem prvenstvu 2002 v Münchnu se je s časov 11,44 izpadla v polfinalu na 100 metrov. Leta 2006 je s časom 11,34 na 100 metrov in osvojila bronasto medaljo v štafeti 4x100 metrov
Na svetovnem prvenstvu v Saint-Denisu leta 2003 je v štafeti Belorusije 4 x 100 metrov zasedla sedmo mesto.
Nastopila je na olimpijskih igrah v letih 2004 in 2008 ter leta 2004 dosegla uspeh kariere z osvojitvijo naslova olimpijske prvakinje v teku na 100 m. Leta 2005 na svetovnem prvenstvu in 2006 na evropskem prvenstvu je osvojila bronasti medalji v štafeti 4×100 m.